# Catlins Conservation Park
Der Catlins Conservation Park ist ein Naturschutzpark in den Regionen Otago und Southland, auf der Südinsel von Neuseeland. Der Park untersteht dem Department of Conservation.

## Geographie
Der Park befindet sich am Südostende der Südinsel und erstreckt sich mit seinen zwölf Einzelflächen über den südöstlichen Teil der Region Otago und den östlichen Teil der Region Southland. Die Flächen liegen über 50 × 50 km verteilt, wobei zwei große Einzelflächen sich über die Gebirgszüge der Forest Range und der MacLennan Range sowie der Beresford Range erstrecken und sich ein größeres Gebiet nordwestlich von Waikawa befindet. Alle Gebiete zusammengefasst, summiert sich die Fläche des Conservation Parks auf rund 53.000 Hektar.

## Geschichte
Der Catlins Conservation Park, der zuvor Catlins Forest Park und in einigen Publikationen The Catlins Costal Rainforest Park genannt wurde, bekam mit der Bekanntmachung vom 22. Mai 2009 in der New Zealand Gazette den Status eines Conservation Parks verliehen.